# 岡野雅行
岡野雅行（1972年7月25日—），已退役日本著名足球運動員，司職前鋒及中場，前日本國家足球隊成員。

## 球員生涯
冈野雅行1994年从日本大学中退加盟浦和红钻，作为浦和红钻的成员登陆职业赛场。2001年中段他转会去了神户胜利船，2004年他再次回归浦和。于2009年他又加盟了一支香港球队，同年赛季中段他又转会至鸟取飞翔。本赛季，他共代表球队踢了10场日乙的比赛。日职出场301场进36球，日乙出场69场进6球，JFL出场23场进1球。
退役後，冈野雅行担任俱乐部鸟取飞翔的总经理。

## 國家隊生涯
日本队在1998年第一次打进1998年世界杯决赛圈。1997年，冈野雅行在法国世界杯，与伊朗的附加赛上登场。在加时赛上，他打入一球，帮助球队以3-2拿下对手。日本队也最终首次进入世界杯决赛圈。

## 獎項
- 日本職業足球聯賽 最佳十一人（1996年）

## 外部連結
- 岡野雅行個人網誌
- 岡野雅行個人網誌（中文版） （页面存档备份，存于）
- 鳥取加塔利球會官方網頁 （页面存档备份，存于）